# Příbram
Příbram (antiguamente llamada en alemán Freiberg im Böhmen) es una ciudad de la República Checa, cabecera del distrito homónimo en la región de Bohemia Central, situada a unos 60 km al suroeste de Praga y con 33.553 habitantes en 2013.

## Geografía
La ciudad se sitúa junto al río Litavka y al pie de las colinas de Brdy. Es la tercera ciudad por población de la región (tras Kladno y Mladá Boleslav) y es el centro administrativo y cultural de su zona suroccidental. En ella se encuentra el centro de peregrinaje de Svatá Hora y un Museo de la Minería, que incluye el campo de trabajos forzados de Vojna, construido durante la época comunista.

## Historia
La primera documentación de la ciudad se remonta a 1216, época en la que pertenecía al arzobispado de Praga. En 1463 el rey Jorge de Podiebrad confirmó sus privilegios de ciudad, pasando desde 1496 a depender de la autoridad real. Durante las guerras husitas la ciudad estuvo del lado de los reformadores y fue invadida y saqueada por las tropas católicas.

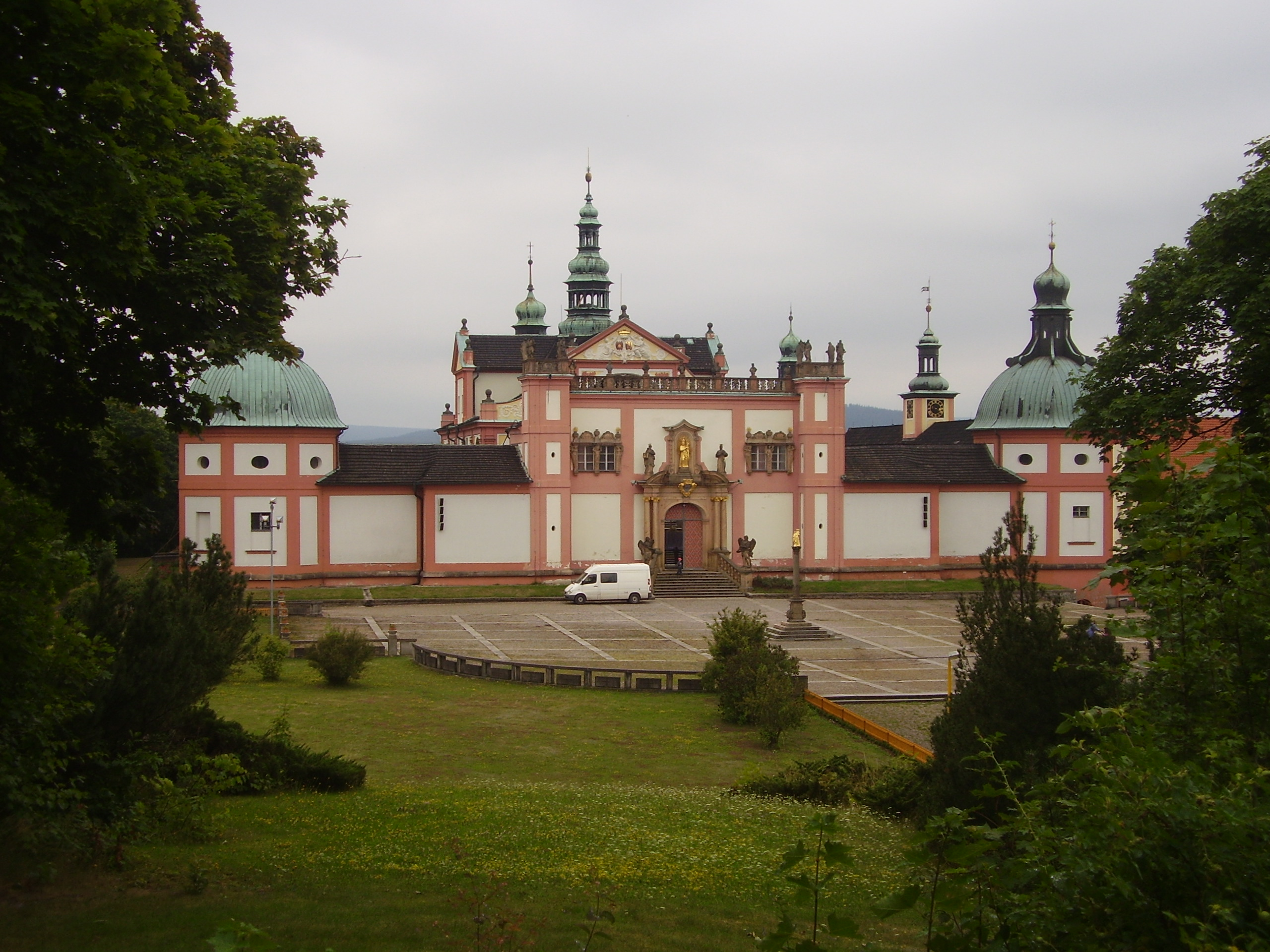
Monasterio de Svatá Hora

También la guerra de los Treinta Años tuvo importantes consecuencias negativas para la ciudad, que fue arrasada varias veces por las tropas de ambos bandos beligerantes. Más de la mitad de los edificios de la ciudad quedaron destruidos y muchos de sus habitantes reducidos a la mendicidad. El resultado de la guerra impuso una violenta recatolización de la ciudad, cuya población era hasta entonces mayoritariamente utraquista. Este proceso se vio favorecido por la importancia que adquirió como centro de peregrinaje el cercano santuario mariano de Svatá Hora ("Montaña Santa"), en el que se construyó, entre 1658 y 1709 un impresionante monasterio barroco. A su vez, la afluencia de peregrinos de toda condición social ayudó a la subsistencia de los empobrecidos vecinos de la ciudad.
En cualquier caso, Příbram tardó pocos decenios en reponerse de los desastres de la guerra, gracias a la pujanza de su minería. Desde finales del siglo XVI se desarrolló en la ciudad una importante actividad minera de oro y plata, que dio lugar a un importante desarrollo demográfico, económico y cultural, favorecido por su designación en 1579 por el emperador Rodolfo II como "real ciudad minera", administrada directamente por un funcionario real. Este desarrollo adquirió un especial impulso a partir de fines del siglo XVIII, y llegó hasta las primeras décadas del siglo XX. El incendio de la mina Santa María (Marianský důl) en 1892 fue una gran catástrofe, que causó 319 muertes. Aunque la actividad minera decayó a partir de la década de 1900, conservó su prestigio como centro educativo y cultural.

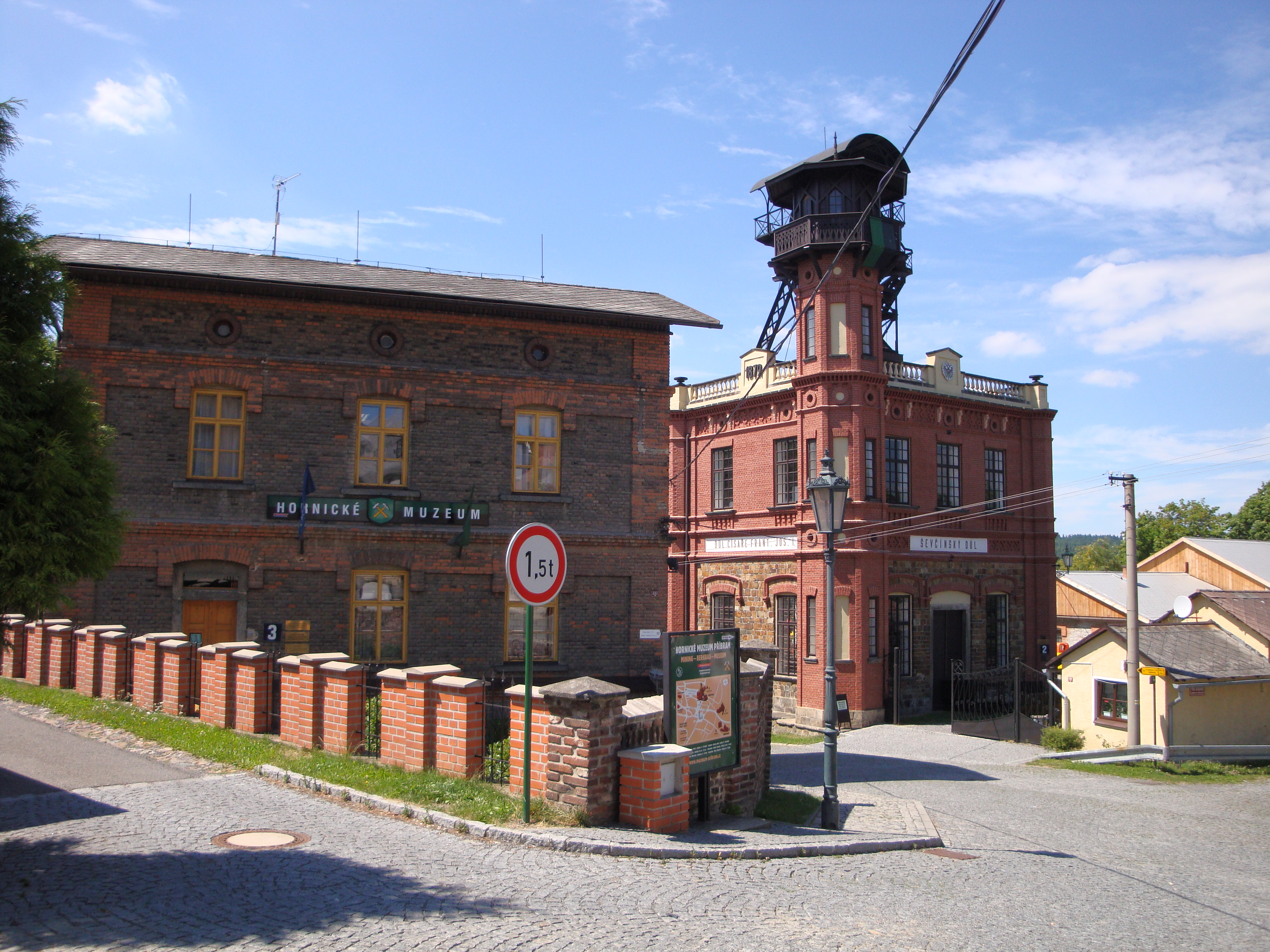
Sede del Museo de la Minería

Durante la Segunda Guerra Mundial la ciudad permaneció bajo la ocupación alemana, recibiendo entonces el nombre de Pibrans y siendo un importante foco de la resistencia partisana. En las postrimerías de la guerra, pero antes de su liberación por las tropas soviéticas, la población se sublevó a principios de mayo de 1945 contra las tropas ocupantes.
En 1950 Příbram se fusionó con la cercana ciudad de Březové Hory. En esa época se abrieron varias minas de uranio cerca de la ciudad, que fueron incluidas en el programa penal de trabajos forzados del gobierno comunista checoslovaco, y en los campos de Vojna y Brody llegaron a estar destinados 800 presos.
Durante la ocupación por las tropas del Pacto de Varsovia que acabó con la Primavera de Praga Přibram fue identificada como un centro de resistencia, como antaño lo había sido contra la ocupación nazi, incluyendo una huelga de los mineros.
A partir de 1989, la Revolución de Terciopelo y el cierre de las minas de uranio provocó un cambio radical en las condiciones de vida de Příbram, muy influidas en la actualidad por la cercanía de la capital del país, aunque sigue conservando su prestigio cultural.
En Přibram tiene su sede el equipo de fútbol 1. FK Příbram, que juega en la primera división checa.